# Gemeentelijke herindelingsverkiezingen in Nederland 1978
Gemeentelijke herindelingsverkiezingen in Nederland 1978 geeft informatie over tussentijdse verkiezingen voor een gemeenteraad in Nederland die gehouden werden in 1978.
De verkiezingen werden gehouden in 29 gemeenten die betrokken waren bij een herindelingsoperatie.

## Verkiezingen op 31 mei 1978
- de gemeenten Egmond aan Zee en Egmond-Binnen: samenvoeging tot een nieuwe gemeente Egmond.[2]

Door deze herindeling daalde het aantal gemeenten in Nederland per 1 juli 1978 van 833 naar 832.

## Verkiezingen op 8 november 1978
- de gemeenten Hoogkarspel en Westwoud: samenvoeging tot een nieuwe gemeente Bangert;[3][4]
- de gemeenten Blokker, Hoorn en Zwaag: samenvoeging tot een nieuwe gemeente Hoorn;[3]
- de gemeenten Abbekerk, Midwoud, Opperdoes, Sijbekarspel en Twisk: samenvoeging tot een nieuwe gemeente Noorder-Koggenland;[3]
- de gemeenten Hensbroek en Obdam: samenvoeging tot een nieuwe gemeente Obdam;[3]
- de gemeenten Hoogwoud en Opmeer: samenvoeging tot een nieuwe gemeente Opmeer;[3]
- de gemeenten Bovenkarspel en Grootebroek: samenvoeging tot een nieuwe gemeente Stede Broec;[3]
- de gemeente Wervershoof en gedeelten van de gemeenten Nibbixwoud, Westwoud en Hoogkarspel: samenvoeging tot een nieuwe gemeente Wervershoof;[3]
- de gemeenten Avenhorn, Berkhout, Oudendijk en Ursem: samenvoeging tot een nieuwe gemeente Wester-Koggenland;[3]
- de gemeenten Nibbixwoud en Wognum: samenvoeging tot een nieuwe gemeente Wognum;[3]
- de gemeenten Andijk en Venhuizen: bij de gemeentelijke herindeling van oostelijk Westfriesland werden tevens zodanige grenswijzigingen doorgevoerd met deze gemeenten dat tussentijdse verkiezingen noodzakelijk waren geworden.[3]

## Verkiezingen op 29 november 1978
- de gemeenten Uithuizen en Uithuizermeeden: samenvoeging tot een nieuwe gemeente Hefshuizen.[5]

Door deze herindelingen daalde het aantal gemeenten in Nederland per 1 januari 1979 van 832 naar 817.
In al deze gemeenten zijn de reguliere gemeenteraadsverkiezingen van 31 mei 1978 niet gehouden.